# 韦朏
韦朏（？—530年），字遵显，京兆郡山北县（今陕西省西安市长安区）人，出自京兆韦氏东眷，北魏镇远将军、太尉谘议参军、霸城懿侯韦珍之子，北魏官员。

## 生平
韦朏年轻时有志向和学业，虚龄十八时被征辟担任州主簿，当时恰逢粮食歉收，韦朏用自家的粟米煮成粥供给饥民，救活的人很多。韦朏之后以太学博士为起家官，升任秘书郎中，稍微升任左军将军，担任荆郢和籴大使。南郢州刺史田夷上表称韦朏的父亲韦珍曾任荆州刺史，恩泽遍及夷夏，请求韦朏担任南道别将，兼领荆州骁勇，与自己互为犄角，皇帝诏令允许。没多久，韦朏代理南荆州刺史。魏孝明帝元诩末年，韦朏出任征虏将军、东徐州刺史，很快升任安东将军，加散骑常侍。梁武帝萧衍派遣郢州刺史田麤憘率领军队来侵犯北魏，韦朏在石羊岗击败斩杀了田麤憘，以功封杜县开国子，食邑二百户。永安三年（530年），韦朏在东徐州去世。朝廷赠予侍中、车骑将军、雍州刺史，谥号宣。

## 家族

### 兄弟
- 韦缵，北魏平远将军、扬州长史
- 韦彧，北魏持节、征虏将军、都督征豳军事，兼七兵尚书、西道行台、阴盘文烈男

### 儿子
- 韦鸿，东魏尚书吏部郎中、中书舍人
- 韦道植，东魏仪同开府中兵参军